# 科索沃国徽
科索沃國徽于2008年2月17日被科索沃議會審議批准。是一面盾徽，藍地鑲黃邊。中間的科索沃地圖和六顆白色五角星形式與意義和國旗無異。
國徽意思：金黃色部分代表科索沃的領土，上方六顆白色星星象徵國內的六个民族；阿爾巴尼亞族、塞爾維亞族、波士尼亞族、戈兰尼族、羅姆族和土耳其族，六星並列象徵科索沃為尊重「多元族群」的國家。